# Caruaya
Caruaya là một chi nhện trong họ Pholcidae.